# Селянин, Евгений Николаевич
Евгений Николаевич Селянин (1923—2001) — Гвардии старший лейтенант Советской Армии, участник Великой Отечественной войны, Герой Советского Союза (1945).

## Биография
Евгений Селянин родился 23 февраля 1923 года в Ярославле. Окончил десять классов школы, занимался в аэроклубе. В ноябре 1940 года Селянин был призван на службу в Рабоче-крестьянскую Красную Армию. В 1942 году он окончил Балашовскую военную авиационную школу лётчиков. С марта 1943 года — на фронтах Великой Отечественной войны.
К сентябрю 1944 года гвардии старший лейтенант Евгений Селянин был заместителем командира эскадрильи 174-го гвардейского штурмового авиаполка 11-й гвардейской штурмовой авиадивизии 16-й воздушной армии 1-го Белорусского фронта. К тому времени он совершил 106 боевых вылетов на штурмовку скоплений боевой техники и живой силы противника, его важных объектов, нанеся ему большие потери, в составе группы сбил 6 вражеских самолётов.
Указом Президиума Верховного Совета СССР от 23 февраля 1945 года за «мужество, отвагу и героизм, проявленные в борьбе с немецкими захватчиками», старший лейтенант Евгений Селянин был удостоен высокого звания Героя Советского Союза с вручением ордена Ленина и медали «Золотая Звезда» за номером 5332.
После окончания войны Селянин продолжил службу в Советской Армии. В 1945 году он окончил Полтавскую высшую офицерскую школу штурманов ВВС. В 1948 году Селянин был уволен в запас. Проживал и работал в Москве. Окончил Высшую партийную школу при ЦК КПСС. Скончался 28 июля 2001 года, похоронен на Митинском кладбище Москвы.
Был также награждён орденом Октябрьской Революции, тремя орденами Красного Знамени, орденами Отечественной войны 1-й степени и Красной Звезды, рядом медалей.